# Dubówka (obwód grodzieński)
Dubówka (biał. Дубаўка, ros. Дубовка) – wieś na Białorusi, w obwodzie grodzieńskim, w rejonie grodzieńskim, w sielsowiecie Indura.

## Historia
Dawniej wieś i folwark. W dwudziestoleciu międzywojennym wieś leżała w Polsce, w województwie białostockim, w powiecie grodzieńskim, w gminie Indura.
Według Powszechnego Spisu Ludności z 1921 roku wieś zamieszkiwało 180 osób, 179 było wyznania rzymskokatolickiego a 1 prawosławnego. Wszyscy mieszkańcy zadeklarowali polską przynależność narodową. Było tu 31 budynków mieszkalnych.
Miejscowość należała do parafii rzymskokatolickiej i prawosławnej w Indurze.
Podlegała pod Sąd Grodzki w Indurze i Okręgowy w Grodnie; właściwy urząd pocztowy mieścił się w Indurze.